# Jim Wright (politico)
James Claude Wright Jr (Fort Worth, 22 dicembre 1922 – Fort Worth, 6 maggio 2015) è stato un politico statunitense, a lungo rappresentante del Partito Democratico e Speaker della Camera dei Rappresentanti degli Stati Uniti d’America dal 1987 al 1989.